# リングレラ
リングレラ (Lingulella) は、カンブリア紀に生息していた腕足動物の一種。澄江動物群の1つである。
貝殻は1 cmに満たないが、そこから伸びる茎は6 cmある。